# Liste der Baudenkmale in Schwienau
In der Liste der Baudenkmale in Schwienau sind alle Baudenkmale der niedersächsischen Gemeinde Schwienau aufgelistet. Die Quelle der IDs und der Beschreibungen ist der Denkmalatlas Niedersachsen. Der Stand der Liste ist der 13. November 2021.

## Allgemein
In den Spalten befinden sich folgende Informationen:
- Lage: die Adresse des Baudenkmales und die geographischen Koordinaten. Kartenansicht, um Koordinaten zu setzen. In der Kartenansicht sind Baudenkmale ohne Koordinaten mit einem roten Marker dargestellt und können in der Karte gesetzt werden. Baudenkmale ohne Bild sind mit einem blauen Marker gekennzeichnet, Baudenkmale mit Bild mit einem grünen Marker.
- Bezeichnung: Bezeichnung des Baudenkmales
- Beschreibung: die Beschreibung des Baudenkmales. Unter § 3 Abs. 2 NDSchG werden Einzeldenkmale und unter § 3 Abs. 3 NDSchG Gruppen baulicher Anlagen und deren Bestandteile ausgewiesen.
- ID: die Objekt-ID des Baudenkmales
- Bild: ein Bild des Baudenkmales, ggf. zusätzlich mit einem Link zu weiteren Fotos des Baudenkmals im Medienarchiv Wikimedia Commons. Wenn man auf das Kamerasymbol klickt, können Fotos zu Baudenkmalen aus dieser Liste hochgeladen werden:

## Schwienau

### Einzeldenkmal in Linden
| Lage                                                        | Bezeichnung             | Beschreibung | ID       | Bild |
| ----------------------------------------------------------- | ----------------------- | --- | -------- | --- |
| Mühlenstraße 3 ehem Nr. 8 52° 59′ 1″ N, 10° 22′ 22″ O       | Wohnhaus mit Torpfeiler | Eingeschossiger Massivbau in Sichtbacksteinmauerwerk mit zweigeschossigem Mittelrisalit, freistehend in Ecklage mit traufständiger Ausrichtung zur Unteren Dorfstraße. Satteldach mit Ziegelpfannendeckung. Im Norden quer angebauter Wirtschaftsteil unter Satteldach, traufständig zur Mühlenstraße. Inschriftliche Datierung "[...] 1890".                  | 31096366 | [[Vorlage:Bilderwunsch/code!/C:52.98358,10.372671!/D:Mühlenstraße 3 ehem Nr. 8, Wohnhaus mit Torpfeiler!/\|BW]] |
| Mühlenstraße 10 ehem Nr. 5 52° 58′ 57″ N, 10° 22′ 14″ O     | Treppenspeicher         | Anderthalbgeschossiger verbohlter Wandständerbau unter Satteldach in Reetdeckung. Außentreppe am Südgiebel. Objekt aus Hanstedt I transloziert, ursprüngliches Baujahr laut Inschrift 1817. | 31096348 | [[Vorlage:Bilderwunsch/code!/C:52.982472,10.370552!/D:Mühlenstraße 10 ehem Nr. 5, Treppenspeicher!/\|BW]]       |
| Obere Dorfstraße 14 ehem. Nr. 1 52° 58′ 59″ N, 10° 22′ 3″ O | Wohnhaus                | Anderthalbgeschossiger traufständiger Massivbau mit außermittigem Risalit unter Satteldach in Zementplattendeckung. Lisenen in Putzbossierung, Ziersteinsetzungen. Rückseitig quer angebauter, zweigeschossiger Flügelbau in Fachwerk mit Backsteinausfachung unter Satteldach. Torpfeiler aus Naturstein mit bekrönenden Kugeln an der ehemaligen Hofzufahrt. | 31096329 | [[Vorlage:Bilderwunsch/code!/C:52.983029,10.367485!/D:Obere Dorfstraße 14 ehem. Nr. 1, Wohnhaus!/\|BW]]         |

### Einzeldenkmal in Melzingen
| Lage | Bezeichnung                                                                                      | Beschreibung | ID                              | Bild |
| --- | ------------------------------------------------------------------------------------------------ | --- | ------------------------------- | ---- |
| Im Dorfe 1 53° 0′ 22″ N, 10° 26′ 35″ O                                                                             | Herrenhaus                                                                                       | Anderthalbgeschossiger freistehender Sichtbacksteinbau auf hohem Betonsockel unter Satteldach mit Ziegelpfannendeckung. Symmetrische nordöstliche Schaufassade mit dreiachsigem Mittelrisalit mit zentralem Eingang und Freitreppe. Teils neogotische Gliederungselemente in kontrastierendem hellen Sandstein.    | 31096438                        | BW   |
| Hauptstraße 23 53° 0′ 21″ N, 10° 26′ 53″ O                                                                         | Wohnhaus                                                                                         | Traufständiges Fachwerkgebäude mit Backsteinausfachung auf Backsteinsockel unter ziegelgedecktem Halbwalmdach. Doppelwohnhaus mit zwei Straßen- und Hofseitigen Eingängen. Inschriftliche Datierung: 1826. | 31096456                        | BW   |
| Im Dorfe 24 53° 0′ 19″ N, 10° 26′ 42″ O                                                                            | Speicher                                                                                         | Anderthalbgeschossiger Wandständerbau auf Feldsteinsockel unter Satteldach auf kleinem Hof in Ecklage. Drempel und Giebel verbohlt, unterer Teil mit vermutlich jüngerer Backsteinausfachung. Inschrift am Türsturz, mit Datierung "ANNO 1791".                                                                    | 31096474                        | BW   |
| Weg nördlich des Ortes von der Abzweigung der Durchgangsstraße bis zur Bahnüberführung 53° 0′ 45″ N, 10° 26′ 41″ O | Mittelalterlicher Fernhandelsweg mit alter Pflasterung, Obstbaumallee und 2 flankierenden Buchen | Der denkmalgeschützte Feldweg ist Teil des „Hessenkarrenweg“ von Lüneburg nach Celle. Der Beginn und das südliche Ende (Lage) befindet sich nördliches des Ortes, das Ende und das nördliche Ende (Lage) befindet sich bereits auf dem Gebiet von Ebstorf. Der Feldweg ist gepflastert und von Obstbäumen gezäumt. |                                 | BW   |
| Melzinger Heide 52° 59′ 54″ N, 10° 27′ 47″ O                                                                       | Außenschafstall mit Baumgruppe                                                                   | Südöstlich von Melzingen, südlich der Straße nach Hainberg gelegenes Gebäude. Ziegelgedecktes Halbwalmdach direkt auf niedrigem Sockel, Giebel in Fachwerk mit Backsteinausfachung. Umgeben von kleiner Baumgruppe.                                                                                                | 31096528/1/-/ 31096401 31096528 | BW   |

### Einzeldenkmal inStadorf
| Lage                               | Bezeichnung | Beschreibung | ID       | Bild |
| ---------------------------------- | ----------- | --- | -------- | ---- |
| Nr. 8 52° 59′ 31″ N, 10° 23′ 31″ O | Wohnhaus    | Anderthalbgeschossiger Sichtbacksteinbau auf hohem Souterrain-Sockel unter Satteldach mit Doppelmuldenfalzziegeldeckung, auf einer Hofanlage in Ecklage schräg zur Straße ausgerichtet. Massives risalitartiges Zwerchhaus an der Ostseite, mit hölzernem Eingangsvorbau und ausladender Freitreppe. Inschriftliche Datierung: 1907. | 31096492 |      |

### Ehem Baudenkmale
| Lage                                          | Bezeichnung                    | Beschreibung | ID | Bild |
| --------------------------------------------- | ------------------------------ | ------------ | -- | ---- |
| Nr. 12                                        | Wohnwirtschaftsgebäude         |              |    |      |
| Am Melzenhornkamp 52° 58′ 52″ N, 10° 21′ 3″ O | Außenschafstall mit Baumgruppe |              |    | BW   |
| Stadorf Nr. 17 52° 59′ 37″ N, 10° 23′ 51″ O   | Wohnhaus                       |              |    | BW   |